# Henri Aubry
Henri Aubry (Bagneux, Alts del Sena, 22 de març de 1922 - Blaia, 20 de juliol de 2012) va ser un ciclista francès, que fou professional entre 1947 i 1953. Com a amateur va guanyar el Campionat del món en ruta de 1946.

## Palmarès
- 1946
  -  Campió del món amateur en ruta